# Hotel Platengarten Ansbach

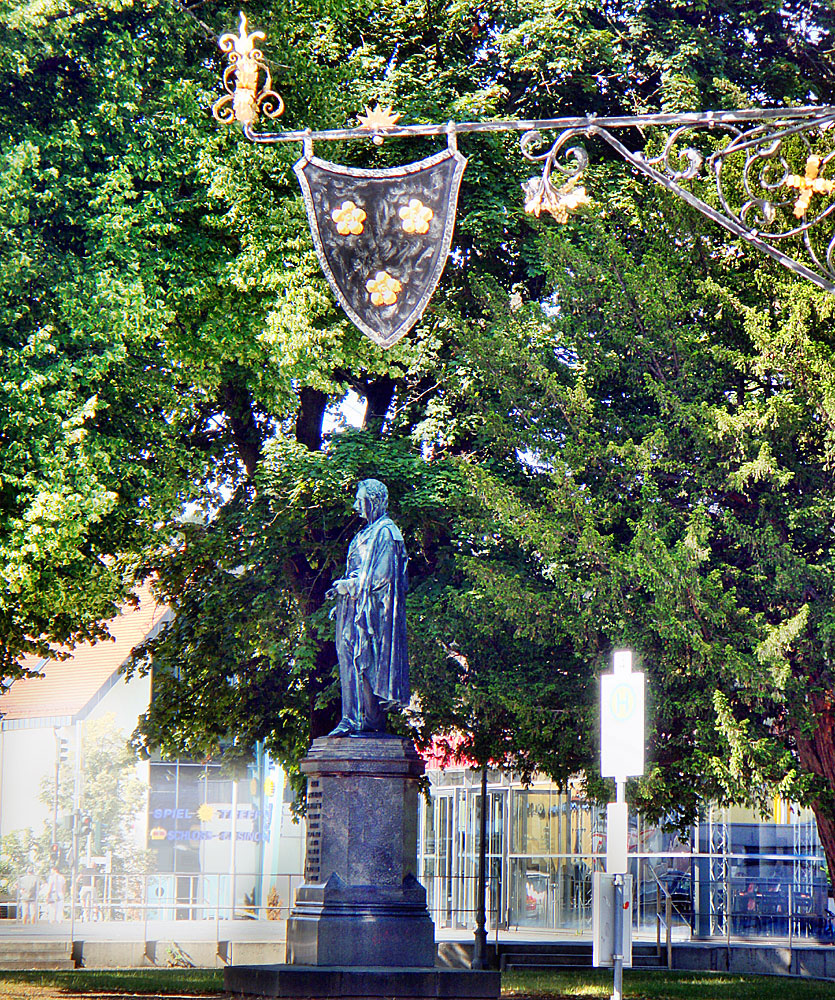
Denkmal des Grafen von Platen

Wappen des Platengarten

Das Hotel Platengarten ist ein Gebäudeensemble am Schloßplatz von Ansbach (Bayern). Das historische Gebäude liegt vis-à-vis der markgräflichen Residenz von Ansbach, dem Wohnsitz des früheren Markgrafen von Ansbach. Auf der Rückseite grenzt es an den Hofgarten. Der linke Teil des Gebäudes – Promenade 30 – ist das ehemalige Kavaliers- und Küchenmeisterhaus. Es beherbergt noch heute Gästezimmer mit historischen Möbeln. Im breiten Tordurchgang zum Hof befindet sich ein sehr detailliert gearbeitetes antikes Relief. Das Haus hat noch heute das typische Mansarddach.

## Geschichte
Im Jahr 1737 wurde dem Küchenmeister und Mundkoch Aegidius Michael Leitner von seiner hochfürstlichen Durchlaucht Carl Wilhelm Friedrich, Markgraf zu Brandenburg-Ansbach (genannt der Wilde Markgraf), die Traiteursgerechtigkeit erteilt. Seither konnte er in seinem am Paradeplatz gelegenen Haus nicht nur wie bisher Kavaliere des Hofes, sondern auch Bürger und Fremde verköstigen und beherbergen.

## Platengarten
Nach dem Tod des in Ansbach geborenen Dichters August Graf von Platen-Hallermünde, wurde dem Dichter 1860 durch seine Freunde und Verehrer mit Beitrag des Königs Maximilian II. ein Denkmal aus Erz errichtet. Der Dichter steht in zeitgemäßer Bekleidung, ohne Kopfbedeckung in der rechten Hand einen Griffel, in der linken ein Buch haltend, vor dem Betrachter.
Die Statue ist von Halbig modelliert und von Millers kundiger Hand in der königlichen Erzgießerei in München gegossen worden. Der ursprüngliche Unterbau von Kelheimer Dolomit hielt sich schlecht und wurde 1887 erneuert. Der angrenzende Gasthof wurde 1865 nach dem links auf der anderen Straßenseite nun entstandenen Platen-Denkmal heißt seit der Zeit „Platengarten“. Das Wirtshausschild enthält noch heute das Wappen der Grafen von Platen mit den drei Rosen.

## Historisches Wasserrecht
Der Platengarten ist an die historischen markgräflichen Röhrenfahrten angeschlossen, genauer an den Zweig „Kaltenklinger Röhre“, der das Quellgebiet im Bereich des heutigen Klinikum Ansbach umfasst. Im 17. Jahrhundert wurde die historische Altstadt Ansbachs mit Wasser aus den Ausläufern der Frankenhöhe mit Brauch- und Trinkwasser versorgt. Das weitverzweigte Röhrensystem aus Eichenrohren besteht größtenteils noch heute, doch kann es nicht mehr für die Trinkwasserversorgung verwendet werden. Die Wasserleitungen werden heute vom Freistaat Bayern als Rechtsnachfolger des Markgraftum Brandenburg-Ansbach in Stand gehalten.
Im Lindenhof des Platengarten speist das Brunnenwasser ein Fischbassin.